# Microsoft Lumia 532

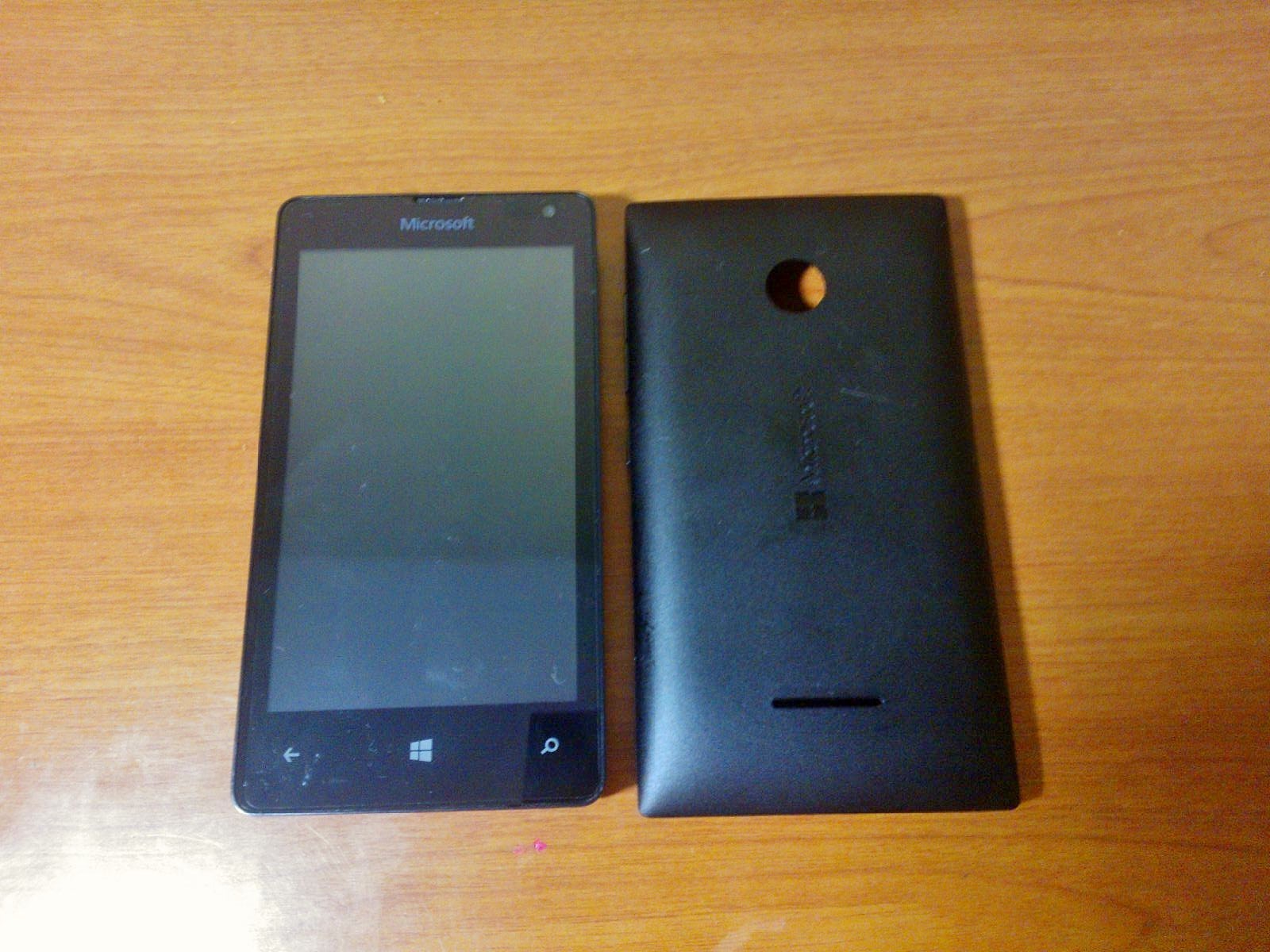
Microsoft Lumia 435

De Microsoft Lumia 532 is een smartphone van het Amerikaanse bedrijf Microsoft Mobile Oy. Het is Microsofts tweede toestel met Windows Phone 8.1, nadat Microsofts mobiele tak het noodlijdende Nokia had overgenomen. In begin 2016 kregen de Lumia 430, 435 en 532 een update naar Windows 10 Mobile.
De Lumia 532 was beschikbaar in vier verschillende kleuren.

## Microsoft Lumia 430
De Microsoft Lumia 430 is een goedkopere variant van de Lumia 532. Zo mist de Lumia 430 de Glance scherm functie en is er een mindere 2 megapixel camera ten opzichte van de 5 megapixel camera van de Lumia 532. De Lumia 430 was een ultra budget telefoon. De Lumia 430 was beschikbaar in twee verschillende kleuren.

## Microsoft Lumia 435
De Microsoft Lumia 435 is een andere goedkopere variant van de Lumia 532. Deze verschillen qua specificaties minder met elkaar. Zo is de camera ook 2 megapixel, maar is de batterij wel weer iets groter. Ook de Lumia 435 was een ultra budget telefoon, en zat tussen de Lumia 430 en 532. De Lumia 435 was beschikbaar in dezelfde vier verschillende kleuren.

## Nokia Lumia 530
De Microsoft Lumia 532 is de opvolger van de Lumia 530. In tegenstelling tot de Lumia 532 werd de Lumia 530 door Nokia geproduceerd. Het toestel werd berucht door de problemen met opslag en er zit geen camera aan de voorzijde. Ook bevat de Lumia 532 de Glance scherm functie en de dubbele hoeveelheid RAM. De Lumia 530 was beschikbaar in vier verschillende kleuren.

## Microsoft Lumia 535
De Microsoft Lumia 535 is een grotere variant van de Lumia 532, De toestellen verschillen qua functies niet veel, maar het grootste verschil is dat de Lumia 535 een groter 5-inch scherm heeft vergeleken met het 4-inch scherm van de Lumia 532. Ook bevat de Lumia 535 een betere camera aan de voorzijde en een grote batterij. De Lumia 535 was beschikbaar in zes verschillende kleuren.

## Digitale Televisie
De Braziliaanse varianten van de Microsoft Lumia 435 en 532 bevatten een extra zender waarmee er digitale televisie te ontvangen is. Dit was in Brazilië een groot verkooppunt, aangezien het een van de weinige smartphones zijn met de functie. Ze volgen daarmee de Lumia 630, die de functie ook had. De functie werkt niet op de andere varianten van de Lumia 435 en 532.

## Root access
In 2015 werd er door ethisch hacker Rene Lergner, beter bekend onder alias Heathcliff74, een hack ontwikkeld waardoor tweede generatie Lumia's met Windows Phone 8 konden worden geroot. Deze versie was nog niet compatibel met de Lumia Icon en Lumia 1520. Ook nieuwere Lumia's werkten niet. Via een applicatie genaamd Windows Phone Internals kon de bootloader worden ontgrendeld en werd het dus mogelijk om niet-geautoriseerde code uit te voeren. De ontdekkingen werden goed ontvangen door anderen, zo konden er aanpassingen gemaakt worden. Begin 2018 werd versie 2 uitgebracht die ook werkte met Windows 10 Mobile en de nieuwere Lumia's. Deze versie werd later open source.

## Specificaties
| Modellen                 | Modellen                      | Lumia 430                           | Lumia 435                           | Lumia 532                           |
| Introductie              | Introductie                   | 19 maart 2015                       | 14 januari 2015                     | 14 januari 2015                     |
| Originele OS versie      | Originele OS versie           | Windows Phone 8.1 Update 1          | Windows Phone 8.1 Update 1          | Windows Phone 8.1 Update 1          |
| Hoogste OS versie        | Officieel                     | Windows 10 Mobile (1607)            | Windows 10 Mobile (1607)            | Windows 10 Mobile (1607)            |
| Hoogste OS versie        | Insider previews              | Windows 10 Mobile (1709)            | Windows 10 Mobile (1709)            | Windows 10 Mobile (1709)            |
| Productie codenaam       | Productie codenaam            | RM-1099                             | RM-1068/1069/1070/1071/1114         | RM-1031/1032/1034/1115              |
| Specificaties            | Specificaties                 | Lumia 430                           | Lumia 435                           | Lumia 532                           |
| Afmetingen               | hoogte                        | 120,5 mm                            | 118,1 mm                            | 118,9 mm                            |
| Afmetingen               | breedte                       | 63,19 mm                            | 64,7 mm                             | 65,5 mm                             |
| Afmetingen               | dikte                         | 10,63 mm                            | 11,7 mm                             | 11,6 mm                             |
| Gewicht (g)              | Gewicht (g)                   | 127,9 g                             | 134,1 g                             | 136,3 g                             |
| Volume (cm3)             | Volume (cm3)                  | 80,9 cm3                            | 89 cm3                              | 90 cm3                              |
| Kleuren achterkant       |                               |                                     |                                     |                                     |
| Kleuren voorkant         |                               |                                     |                                     |                                     |
| Verwijderbare achterkant | Verwijderbare achterkant      | Ja                                  | Ja                                  | Ja                                  |
| Scherm                   | Scherm                        | Lumia 430                           | Lumia 435                           | Lumia 532                           |
| Diagonaal (inch)         | Diagonaal (inch)              | 4,0" (10,16 cm)                     | 4,0" (10,16 cm)                     | 4,0" (10,16 cm)                     |
| Resolutie (pixels)       | Resolutie (pixels)            | 480×800                             | 480×800                             | 480×800                             |
| Pixel dichtheid (ppi)    | Pixel dichtheid (ppi)         | 235                                 | 233                                 | 233                                 |
| Schermafmetingen         | hoogte                        | 86,0 mm                             | 87,0 mm                             | 87,0 mm                             |
| Schermafmetingen         | breedte                       | 52,0 mm                             | 52,0 mm                             | 52,0 mm                             |
| Screen-to-body-ratio     | Screen-to-body-ratio          | 58,91%                              | 59,72%                              | 58,60%                              |
| Kleurweergave            | Kleurdiepte                   | TrueColor 24-bit (16777216 kleuren) | TrueColor 24-bit (16777216 kleuren) | TrueColor 24-bit (16777216 kleuren) |
| Kleurweergave            | DCI-P3-kleurruimte            | Nee                                 | Nee                                 | Nee                                 |
| ClearBlack polarizer     | ClearBlack polarizer          | Nee                                 | Nee                                 | Nee                                 |
| Glance scherm            | Glance scherm                 | Nee                                 | Nee                                 | Ja                                  |
| Gorilla Glass            | Gorilla Glass                 | Nee                                 | Nee                                 | Nee                                 |
| On-screen taakbalk       | On-screen taakbalk            | Nee                                 | Nee                                 | Nee                                 |
| Super Sensitive Touch    | Super Sensitive Touch         | Nee                                 | Nee                                 | Nee                                 |
| Technologie              | Technologie                   | LCD                                 | LCD                                 | LCD                                 |
| Verversingssnelheid      | Verversingssnelheid           | 60 Hz                               | 60 Hz                               | 60 Hz                               |
| Geheugen/Processor       | Geheugen/Processor            | Lumia 430                           | Lumia 435                           | Lumia 532                           |
| RAM                      | RAM                           | 1 GB                                | 1 GB                                | 1 GB                                |
| Opslag                   | Opslag                        | 8 GB                                | 8 GB                                | 8 GB                                |
| Uitbreidbaar             | Uitbreidbaar                  | microSD, tot 128 GB                 | microSD, tot 128 GB                 | microSD, tot 128 GB                 |
| Processor                | System-on-a-chip              | Qualcomm Snapdragon 200 MSM8212     | Qualcomm Snapdragon 200 MSM8210     | Qualcomm Snapdragon 200 MSM8212     |
| Processor                | Bit                           | 32 bit                              | 32 bit                              | 32 bit                              |
| Processor                | Cores                         | Dual core                           | Dual core                           | Quad core                           |
| Processor                | Productie-procedé             | 28 nm                               | 28 nm                               | 28 nm                               |
| Processor                | ARM-instructieset             | v7                                  | v7                                  | v7                                  |
| Processor                | Kloksnelheid per core (GHz)   | 1,2                                 | 1,2                                 | 1,2                                 |
| GPU                      | GPU                           | Adreno 302                          | Adreno 302                          | Adreno 302                          |
| Connectiviteit           | Connectiviteit                | Lumia 430                           | Lumia 435                           | Lumia 532                           |
| Netwerken                | GSM                           | 850/900/1800/1900                   | 850/900/1800/1900                   | 850/900/1800/1900                   |
| Netwerken                | UMTS                          | Band 1/8                            | Band 1/2/5/8                        | Band 1/2/5/8                        |
| Netwerken                | LTE Advanced                  | Geen 4G                             | Geen 4G                             | Geen 4G                             |
| Bluetooth                | Bluetooth                     | 4.0                                 | 4.0                                 | 4.0                                 |
| Wifi                     | Wifi                          | b/g/n                               | b/g/n                               | b/g/n                               |
| NFC                      | NFC                           | Nee                                 | Nee                                 | Nee                                 |
| Gps                      | Gps                           | Ja                                  | Ja                                  | Ja                                  |
| GLONASS                  | GLONASS                       | Ja                                  | Ja                                  | Ja                                  |
| Sim                      | Aantal Sims                   | 2                                   | 1 of 2                              | 1 of 2                              |
| Sim                      | Grootte                       | Micro-Sim                           | Micro-Sim                           | Micro-Sim                           |
| Connectoren              | Audio                         | 3,5mm audio jack                    | 3,5mm audio jack                    | 3,5mm audio jack                    |
| Connectoren              | Opladen/Gegevensoverdracht    | USB Micro-B 2.0                     | USB Micro-B 2.0                     | USB Micro-B 2.0                     |
| Connectoren              | Video                         | Nee                                 | Nee                                 | Nee                                 |
| FM Radio                 | FM Radio                      | Ja                                  | Ja                                  | Ja                                  |
| Miracast                 | Miracast                      | Nee                                 | Nee                                 | Nee                                 |
| Digitale TV              | Digitale TV                   | Nee                                 | Ja                                  | Ja                                  |
| Continuum                | Continuum                     | Nee                                 | Nee                                 | Nee                                 |
| Batterij                 | Batterij                      | Lumia 430                           | Lumia 435                           | Lumia 532                           |
| Capaciteit (mAh)         | Capaciteit (mAh)              | 1500                                | 1560                                | 1560                                |
| Model                    | Model                         | BN-06 3,7V                          | BV-5J 3,7V                          | BV-5J 3,7V                          |
| Verwijderbaar            | Verwijderbaar                 | Ja                                  | Ja                                  | Ja                                  |
| Qi draadloos opladen     | Qi draadloos opladen          | Nee                                 | Nee                                 | Nee                                 |
| Batterijvermogen (uur)   | Standby                       | 576                                 | 504                                 | 528                                 |
| Batterijvermogen (uur)   | Muziek playback               | 45                                  | 64                                  | 61                                  |
| Batterijvermogen (uur)   | Video playback                | 5,6                                 | 6,6                                 | 7,4                                 |
| Batterijvermogen (uur)   | Video opname                  | n/a                                 | n/a                                 | n/a                                 |
| Batterijvermogen (uur)   | Wifi netwerk browsen          | 8,9                                 | 9,4                                 | 12,5                                |
| Batterijvermogen (uur)   | 3G netwerk browsen            | n/a                                 | n/a                                 | n/a                                 |
| Batterijvermogen (uur)   | Beltijd (2G)                  | 17,7                                | 20,9                                | 20,9                                |
| Batterijvermogen (uur)   | Beltijd (3G)                  | 9,1                                 | 11,7                                | 12                                  |
| Batterijvermogen (uur)   | Beltijd (4G)                  | Geen 4G                             | Geen 4G                             | Geen 4G                             |
| Technologie              | Technologie                   | Lithium-ion                         |                                     |                                     |
| Camera                   | Camera                        | Lumia 430                           | Lumia 435                           | Lumia 532                           |
| Camera aan de voorzijde  | Apertuur                      | ƒ/2,8                               | ƒ/2,7                               | ƒ/2,7                               |
| Camera aan de voorzijde  | Megapixel                     | 0,3                                 | 0,3                                 | 0,3                                 |
| Camera aan de voorzijde  | Videoresolutie                | VGA (480×640) in 30 fps             | VGA (480×640) in 30 fps             | VGA (480×640) in 30 fps             |
| Hoofdcamera              | Autofocus                     | Nee                                 | Nee                                 | Nee                                 |
| Hoofdcamera              | Apertuur                      | ƒ/2,2                               | ƒ/2,8                               | ƒ/2,4                               |
| Hoofdcamera              | 35mm equivalent (mm)          | n/a                                 | 36 mm                               | 28 mm                               |
| Hoofdcamera              | Megapixel                     | 2,0                                 | 2,0                                 | 5,0                                 |
| Hoofdcamera              | Sensorgrootte (inch)          | 1/5 (5,08 mm)                       | 1/5 (5,08 mm)                       | 1/4 (6,35 mm)                       |
| Hoofdcamera              | Videoresolutie                | FWVGA (480×848) in 30 fps           | FWVGA (480×848) in 30 fps           | FWVGA (480×848) in 30 fps           |
| Hoofdcamera              | Carl Zeiss Optics             | Nee                                 | Nee                                 | Nee                                 |
| Hoofdcamera              | Zoom                          | 1×                                  | 1×                                  | 1×                                  |
| Hoofdcamera              | Flits                         | Nee                                 | Nee                                 | Nee                                 |
| Hoofdcamera              | Optische beeldstabilisatie    | Nee                                 | Nee                                 | Nee                                 |
| Hoofdcamera              | Cameraknop                    | Nee                                 | Nee                                 | Nee                                 |
| Hoofdcamera              | Digital Negative image format | Nee                                 | Nee                                 | Nee                                 |
| Sensoren                 | Sensoren                      | Lumia 430                           | Lumia 435                           | Lumia 532                           |
| Windows Hello            | Vingerafdruk Scanner          | Nee                                 | Nee                                 | Nee                                 |
| Windows Hello            | Infrarood Iris Scanner        | Nee                                 | Nee                                 | Nee                                 |
| Microfoons               | Microfoons                    | 1                                   | 2                                   | 2                                   |
| Cortana                  | Cortana ondersteuning         | Ja                                  | Ja                                  | Ja                                  |
| Cortana                  | “Hey Cortana” oproep          | Via tweak                           | Via tweak                           | Via tweak                           |
| Accelerometer            | Accelerometer                 | Ja                                  | Ja                                  | Ja                                  |
| Omgevingslichtdetector   | Omgevingslichtdetector        | Ja                                  | Ja                                  | Ja                                  |
| Nabijheidssensor         | Nabijheidssensor              | Ja                                  | Ja                                  | Ja                                  |
| Magnetometer             | Magnetometer                  | Nee                                 | Nee                                 | Nee                                 |
| Gyroscoop                | Gyroscoop                     | Nee                                 | Nee                                 | Nee                                 |
| Barometer                | Barometer                     | Nee                                 | Nee                                 | Nee                                 |
| SensorCore               | SensorCore                    | Nee                                 | Nee                                 | Nee                                 |

### Modelvarianten
| Naam     | 430 DS   | 435          | 435 DS   | 435             | 435      | 435 DS       | 532 DS       | 532             | 532          | 532 DS       |
| Model    | RM-1099  | RM-1068      | RM-1069  | RM-1070         | RM-1071  | RM-1114      | RM-1031      | RM-1032         | RM-1034      | RM-1115      |
| -------- | -------- | ------------ | -------- | --------------- | -------- | ------------ | ------------ | --------------- | ------------ | ------------ |
| Regio    | Globaal  | Brazilië     | Globaal  | Latijns-Amerika | Globaal  | Brazilië     | Globaal      | Latijns-Amerika | Globaal      | Brazilië     |
| 3G       | Band 1/8 | Band 1/2/5/8 | Band 1/8 | Band 1/8        | Band 1/8 | Band 1/2/5/8 | Band 1/2/5/8 | Band 1/2/5/8    | Band 1/2/5/8 | Band 1/2/5/8 |
| 4G       | Geen 4G  | Geen 4G      | Geen 4G  | Geen 4G         | Geen 4G  | Geen 4G      | Geen 4G      | Geen 4G         | Geen 4G      | Geen 4G      |
| NFC      | Nee      | Nee          | Nee      | Nee             | Nee      | Nee          | Nee          | Nee             | Nee          | Nee          |
| DTV      | Nee      | Ja           | Nee      | Nee             | Nee      | Ja           | Nee          | Nee             | Nee          | Ja           |
| Dual Sim | Ja       | Nee          | Ja       | Nee             | Nee      | Ja           | Ja           | Nee             | Nee          | Ja           |

## Opmerkingen
1. ↑  Windows 10 Mobile is vereist